# Tikopia

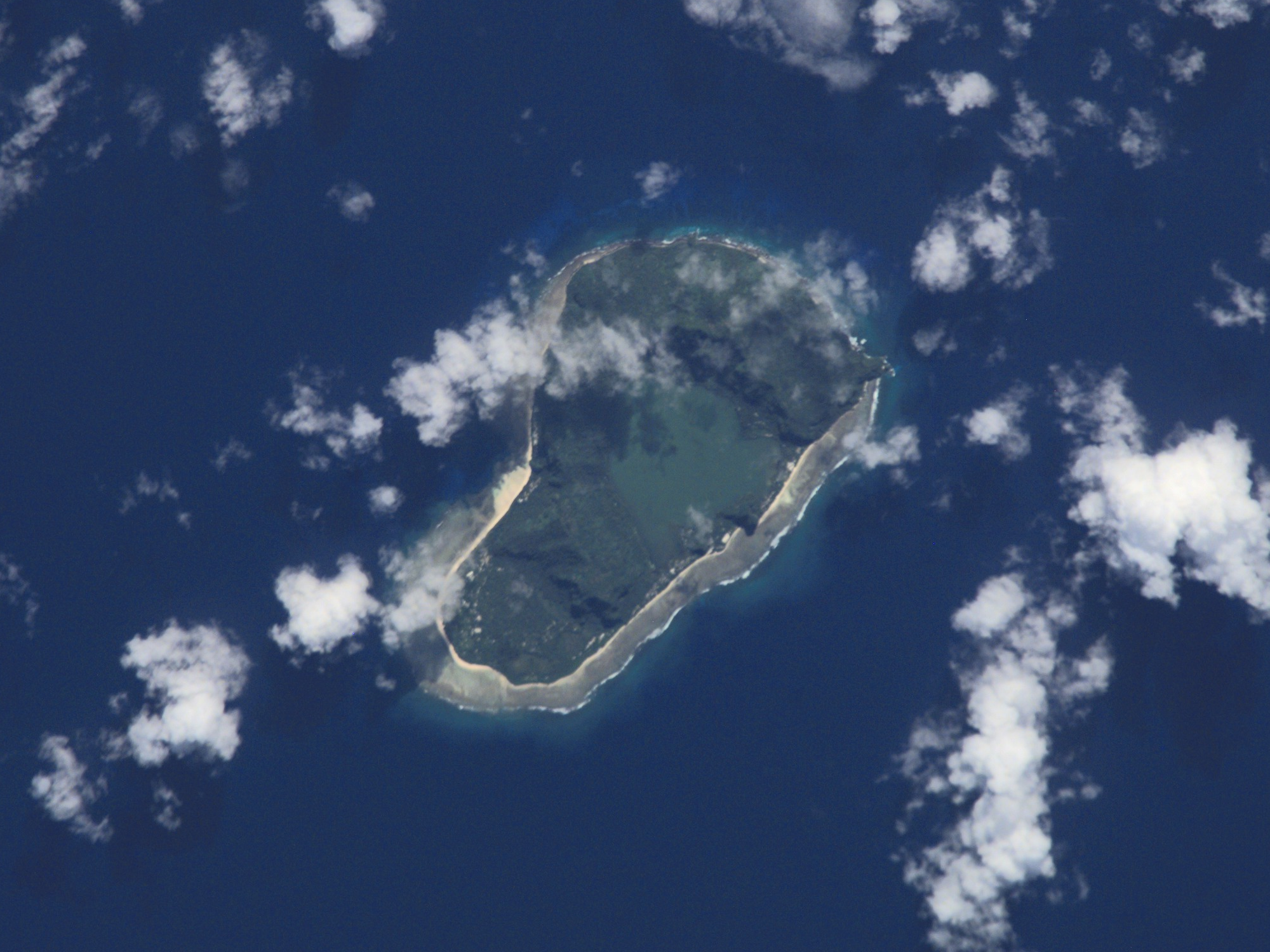
Satellitbild av Tikopa.

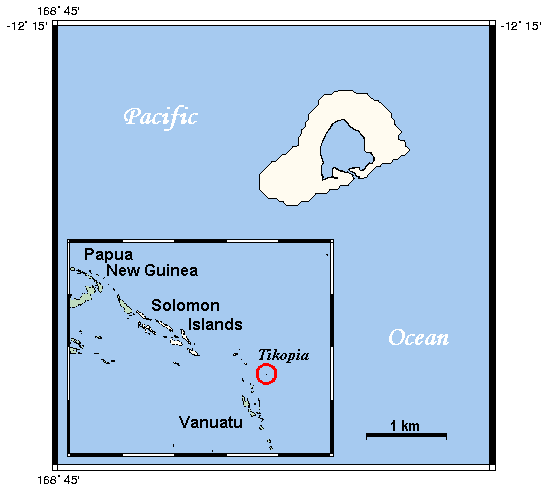
Översiktskarta

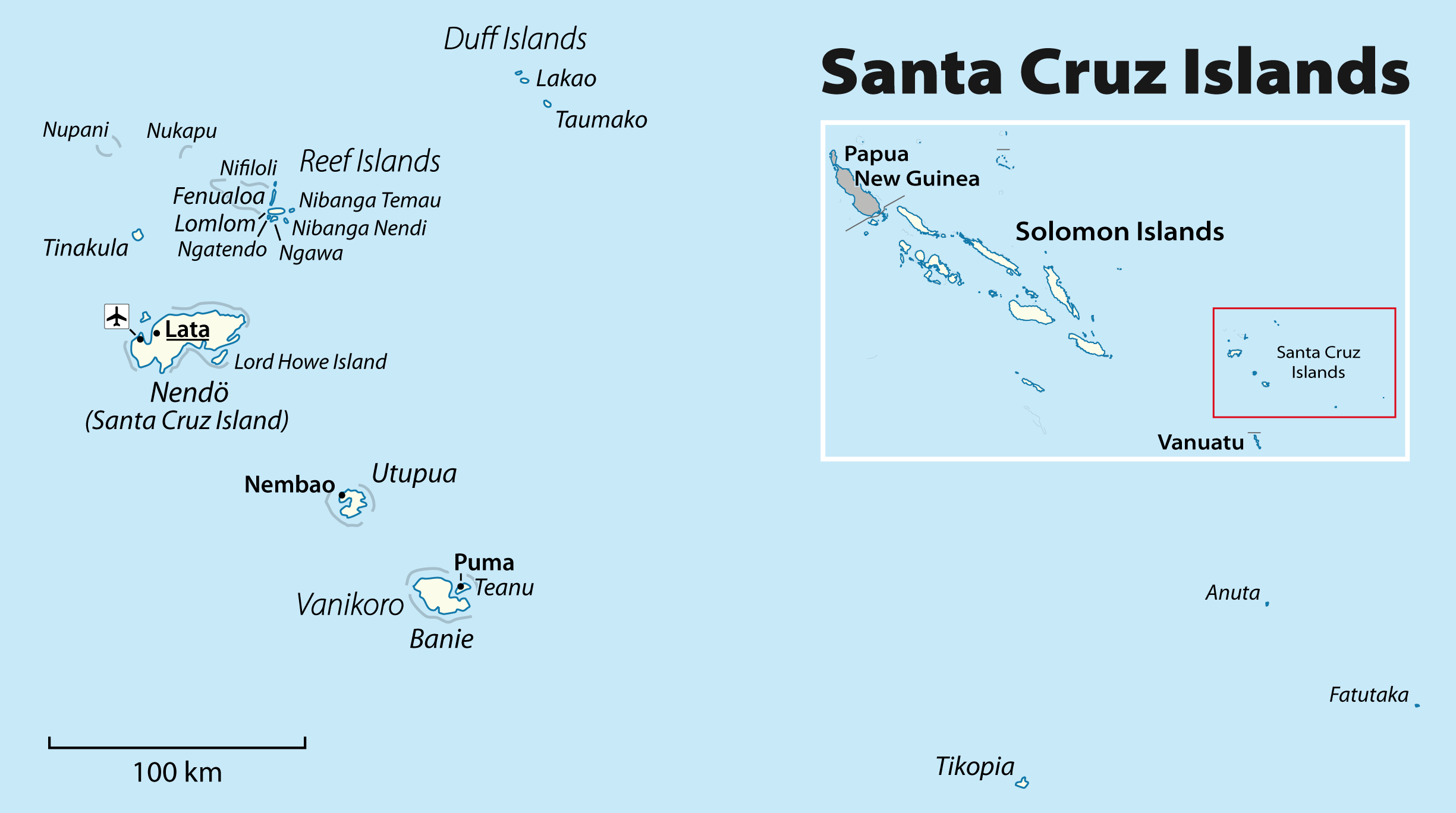
Översiktskarta

Tikopia (engelska: Tikopia island eller Tucopia) är en ö i Santa Cruzöarna som tillhör Salomonöarna i västra Stilla havet.

## Historia
Tikopia beboddes troligen redan ca 1500 f.Kr. av polynesier i motsats till övriga öar i området där befolkningen har melanesiskt ursprung. Santa Cruzöarna blev kända för européerna genom den spanske kapten Alvaro de Mendaña den 18 april 1595. Öns befolkning har bibehållit sina traditionella livsvanor och har tidigare varit av stort intresse för antropologiska studier. Tikopia har ofta drabbats av cykloner och senast den 29 december 2002 orsakade cyklonen "Zoe" stora materiella skador.

## Geografi
Tikopia-ön är en del av Temotuprovinsen längst söderut i Salomonöarna och ligger sydöst om Santa Cruzöarna. Ön är av vulkaniskt ursprung och har en area om ca 5 km² och i öns mitt ligger sjön Lake Te Roto i en gammal vulkankrater. Nära Tikopia ligger även småöarna Fatutaka och Anuta. Tikopia har ca 1 200 invånare och högsta höjden är Mount Reani på ca 380 m ö.h.